# Parafia Przemienienia Pańskiego w Wieńcu
Parafia Przemienienia Pańskiego w Wieńcu – parafia rzymskokatolicka znajdująca się w diecezji włocławskiej, w dekanacie brzeskim.
Funkcję kościoła parafialnego pełni Kościół Przemienienia Pańskiego w Wieńcu. 

## Proboszczowie
- ks. Józef Sypniewski (1858–1862)
- ks. Wincenty Bomalski (1862–1866)
- ks. Karol Zieliński (1866–1882)
- ks. Stanisław Chodyński (1882–1919)
- ks. Stanisław Maniewski (1919–1926)
- ks. Teodor Suck (1926–1936)
- ks. Stanisław Nowicki (1936–1939)
- ks. Józef Kuczmański (1939–1940, admin. tymcz.)
- ks. Stanisław Gemel (1945, admin. tymcz.)
- ks. Roman Jałocho (1945–1979)
- ks Jerzy Etynkowski (1979–2012)
- ks. dr Witold Dorsz (od 2012)[2]